# Irnham
Irnham är en ort och civil parish i Storbritannien.   Den ligger i grevskapet Lincolnshire och riksdelen England, i den sydöstra delen av landet, 150 km norr om huvudstaden London. Irnham ligger 78 meter över havet och antalet invånare är 206.
Terrängen runt Irnham är platt, och sluttar österut. Runt Irnham är det ganska tätbefolkat, med 139 invånare per kvadratkilometer. Närmaste större samhälle är Grantham, 14,1 km nordväst om Irnham. Trakten runt Irnham består till största delen av jordbruksmark.